# Delivered Named Place Unloaded

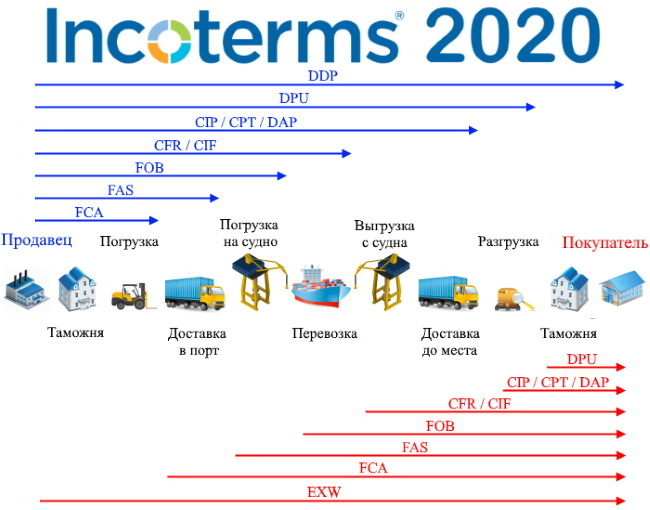
Правила торгівлі Incoterms-2020

Delivered at Named Place Unload (DPU, с англ. — «Поставка в вісце вивантаження») — умови поставки Инкотермс 2020. Delivered at Named Place Unload означає, що продавець виконує свої зобов'язання за зовнішньоторговельним контрактом, коли передає у розпорядження покупця продукцію, вивантажену у призначеному пункті та таку, що пройшла експортне митне оформлення (також сплачуються вивізні мита та збори, якщо це необхідно).
Умова поставки DPU є «наймолодшою» і вперше з'явилася в останній версії Інкотермс 2020, замінивши собою умови DAT (передбачав доставку тільки до терміналу, а не до будь-якого місця як DPU)
Термін DPU може застосовуватися під час перевезення товару будь-яким видом транспорту, включаючи змішані (мультимодальні) перевезення. Під словом «перевізник» розуміється будь-яка особа, яка на підставі договору перевезення бере на себе зобов'язання забезпечити самому або організувати перевезення товару залізницею, автомобільним, повітряним, морським та внутрішнім водним транспортом чи комбінацією цих видів транспорту.
Відповідно до базису поставки DPU (ДПУ) Інкотермс 2020 продавець зобов'язаний сплатити витрати та фрахт, необхідні для доставки товару до вказаного місця призначення та його розвантаження з транспортного засобу, виконати експортне митне оформлення для вивезення товару з оплатою експортних мит та інших зборів у країні відправлення, проте продавець не зобов'язаний виконувати митні формальності для ввезення товару, сплачувати імпортні мита або виконувати інші імпортні митні процедури при ввезенні. При намірі сторін покласти на продавця всі ризики та витрати на виконання імпортних митних формальностей для ввезення товару доцільно використовувати правило DDP Інкотермс 2020.